# Richard Leigh
Richard Leigh (New Jersey, 16 agosto 1943 – Londra, 21 novembre 2007) è stato un romanziere statunitense.

## Biografia
Richard Leigh nacque in New Jersey (Stati Uniti) da padre britannico e madre statunitense, che trascorse buona parte della propria vita in Gran Bretagna.
I suoi titoli di studio sono un master alla University of Chicago, un bachelor in arte alla Tufts University e un dottorato di ricerca presso State University of New York at Stony Brook.
Nel 1970 si trasferì in Inghilterra dove incontrò Michael Baigent, con cui collaborò a molti progetti. Fu uno dei primi a parlare del mistero di Rennes-le-Château in Francia dove iniziò a fare ricerche insieme a Baigent. Nello stesso decennio incontrò Henry Lincoln che si unì alle loro ricerche. I tre scoprirono di avere un comune interesse per i Cavalieri Templari e la teoria dei discendenti di Gesù, e in seguito scrissero Il santo Graal (The Holy Blood and the Holy Grail) il 18 gennaio 1982.
Il giorno dopo la pubblicazione del libro gli autori ebbero uno scontro televisivo con il vescovo di Birmingham. Il librò scalò rapidamente le classifiche e, visto il successo, gli autori scrissero il seguito (The Messianic Legacy) nel 1986. Il Santo Graal è il libro che ha ispirato Dan Brown a scrivere Il codice da Vinci e dopo il 2006 ha venduto 2 milioni di copie, dopo che la Paramount acquistò i diritti televisivi per il film. Molte delle teorie del libro Il Santo Graal sono state riportate nel best seller Il codice da Vinci.
Nel marzo 2006 Leigh e Baigent depositarono una causa al tribunale britannico contro l'editore di Dan Brown, la Random House, per plagio. Il 7 aprile 2006 il giudice dell'Alta Corte di Giustizia di Londra Peter Smith respinse l'accusa e Brown vinse la causa. Persero anche il ricorso e dovettero pagare 3 milioni di sterline.
Leigh si considerava principalmente uno scrittore di fantascienza. Pubblicò due libri, Erceldoune & Other Stories nel 2006 e Grey Magic nel 2007. Morì il 21 novembre 2007 a Londra per cause cardiache.

## Opere
- Erceldoune & Other Stories nel 2006
- Grey Magic nel 2007

### Con Michael Baigent e Henry Licoln
- The Holy Blood and the Holy Grail nel 1982
- The Messianic Legacy nel 1986

### Con Michael Baigent
- The Dead Sea Scrolls Deception nel 1991
- The Temple and the Lodge nel 1991
- Secret Germany: Claus Von Stauffenberg and the Mystical Crusade Against Hitler nel 1994
- The Elixir and the Stone: The Tradition of Magic and Alchemy nel 1997
- The Inquisition nel 1999

### In Italia
- Il mistero del Mar Morto (The Dead Sea Scrolls Deception) nel 1997
- L'elisir e la pietra. La grande storia della magia (The Elixir and the Stone: The Tradition of Magic and Alchemy) nel 1998
- I segreti della Germania nazista. I retroscena più sconvolgenti e le verità mai rivelate sul Terzo Reich durante la seconda guerra mondiale (Secret Germany: Claus Von Stauffenberg and the Mystical Crusade Against Hitler) nel 2000
- Il Santo Graal (The Holy Blood and the Holy Grail) nel 2003
- L'inquisizione. Persecuzioni, ideologia e potere (The Inquisition) nel 2004
- L'eredità messianica (The Messianic Legacy) nel 2005